# ویکتور اولمان
ویکتور اولمان (انگلیسی: Viktor Ullmann; ۱ ژانویهٔ ۱۸۹۸ – ۱۸ اکتبر ۱۹۴۴) آهنگساز، رهبر ارکستر و پیانیست یهودی اهل اتریش بود.